# Blepharospasmus
Mit Blepharospasmus bezeichnet man einen krampfartigen Lidschluss unterschiedlicher Ursachen und teils als Symptom anderweitiger Erkrankungen. Er kann einseitig und beidseitig auftreten und ist nicht mit einer Ptosis zu verwechseln.

## Okulärer Blepharospasmus
Diese Art des krampfhaften Verschlusses der Augenlider entsteht durch schmerzhafte Irritationen, Verletzungen, Entzündungen oder Fremdkörper am Auge.

## Essentieller Blepharospasmus
Die idiopathische Form des Lidkrampfes tritt in der Regel beidseitig auf und beruht auf einer unwillkürlichen, sich wiederholenden erhöhten Innervation des Musculus orbicularis oculi mit leicht angehobenem Unterlid. Er beginnt meist mit exzessivem Blinzeln, das in den Frühstadien durch helle Lichtreize, Müdigkeit und emotionale Spannung ausgelöst wird. Die Symptome nehmen im Laufe der Zeit an Heftigkeit und Stärke zu und können so ausgeprägt sein, dass ein vollständiger Verschluss der Augen über mehrere Stunden erfolgt. Seine genaue Ursache ist unbekannt. Man nimmt eine Fehlfunktion der Basalganglien des Gehirns an, möglicherweise bedingt durch ein Ungleichgewicht des Neurotransmitters Dopamin. Er kann im Zusammenhang mit anderen krampfhaften Veränderungen (Grimassieren) der Gesichts-, Kau- oder Nackenmuskulatur auftreten und ist insofern abzugrenzen gegen eine ähnliche Symptomatik bei Spätdyskinesien, Morbus Parkinson, Meige-Syndrom oder durch Tetanie verursacht, häufig in Kombination mit sogenanntem Fischmaul (vorgestülpter Mund).

## Weitere Formen
Abgrenzend zum essentiellen Blepharospasmus muss ein hemifazialer Spasmus oder eine faziale Myokymie in Betracht gezogen werden, die eine ähnliche Symptomatik, jedoch andere Ursachen haben, wie bspw. Gefäßveränderungen oder Nervenkompressionen.

## Therapie
Operative, medikamentöse und psychiatrische Behandlungen erzielen in der Regel keinen Erfolg. Als Therapie der Wahl gelten Injektionen des hochwirksamen Nervengiftes Botulinumtoxin, welches auch bei der Behandlung von Schielerkrankungen eingesetzt wird. Bei entsprechender Dosierung führen sie zu einer Lähmung des M. orbicularis oculi, erreichen nach etwa 7 Tagen ihr Wirkungsmaximum und halten bis zu drei Monaten an. Dabei wird bei 96 % der Patienten eine Effektivität der Behandlung angegeben.